# راشيل هيرست
راشيل هيرست (بالإنجليزية: Rachel Hirst)‏ هي مجدفة بريطانية، ولدت في 4 مارس 1965 في شلتنهام في المملكة المتحدة.

## وصلات خارجية
- راشيل هيرست على موقع الاتحاد الدولي للتجديف (الإنجليزية)
- راشيل هيرست على موقع اللجنة الأولمبية الدولية (الإنجليزية)
- راشيل هيرست على موقع أوليمبيديا (الإنجليزية)